# Initiationsfaktoren

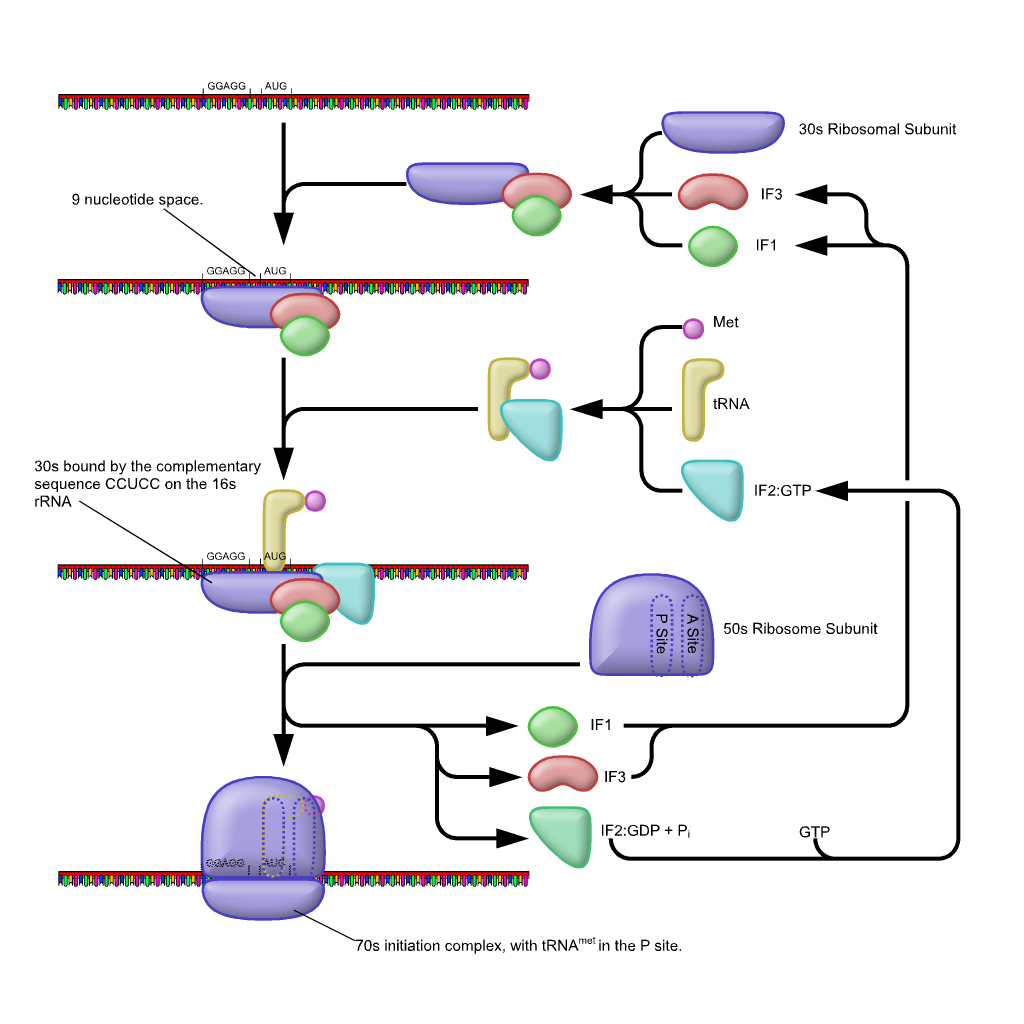
Schematische Darstellung der Initiation der Proteintranslation bei Prokaryoten

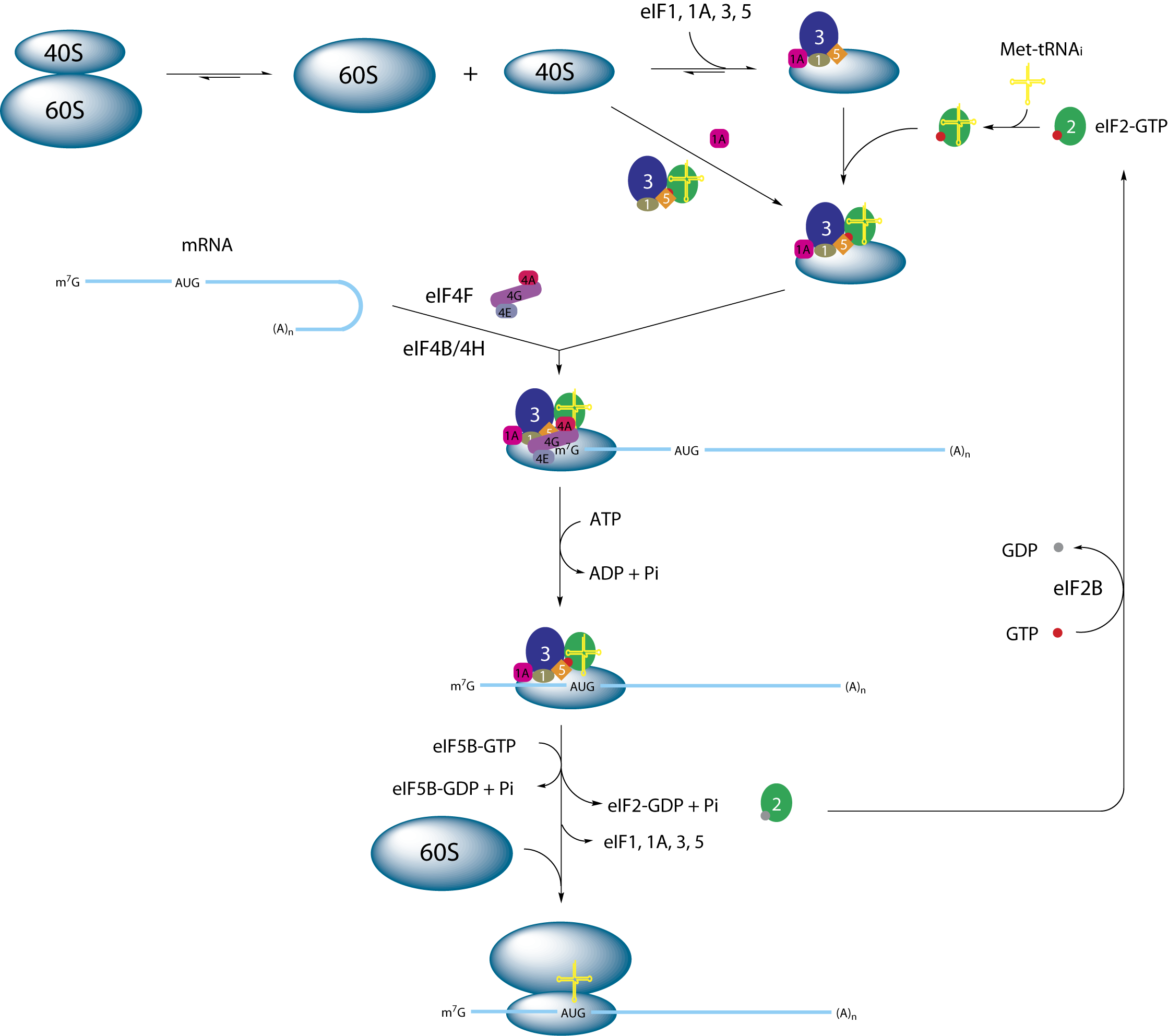
Schematische Darstellung der Initiation der Proteintranslation bei Eukaryoten. Nur die wichtigsten Initiationsfaktoren sind dargestellt.

Initiationsfaktoren (genauer: Translations-Initiationsfaktoren) sind Proteine und Proteinkomplexe in den Zellen aller Lebewesen, die notwendig für eine effiziente Translation der mRNA sind und eine Funktion während der Initiation der Translation haben. Da sich die Initiation der Eukaryoten wesentlich von der der Prokaryoten unterscheidet, müssen die daran teilnehmenden Proteine differenziert werden. Mutationen in den Genen, die für Untereinheiten des eIF-2B-Komplexes codieren, sind für eine spezielle erbliche Form der Leukodystrophie (VWM) verantwortlich.

## Prokaryotische Initiationsfaktoren
Prokaryoten haben drei Proteine (IF-1, IF-2 und IF-3), die die Translation zusammen einleiten. Sie binden alle an die kleine Untereinheit des Ribosoms. Jedes dieser Proteine hat eine spezifische Funktion und übernimmt einen Schritt der Initiation:
- IF-1 verhindert die vorzeitige Bindung von tRNA an die Stelle der mRNA, die später die A-Stelle des Ribosoms bilden wird.
- IF-2 ist eine GTPase. Sie versichert, dass die Initiator-tRNA (Formylmethionin-tRNA) an das Startcodon bindet. Die Energie, die durch die Hydrolysierung eines GTP freigesetzt wird, tritt in Wechselwirkung mit IF-1, der kleinen Untereinheit des Ribosoms und der Initiator-tRNA.
- IF-3 verhindert die vorzeitige Bindung der großen Untereinheit an die kleine. IF-3 bindet so früh wie möglich an die kleine Untereinheit, damit versichert ist, dass eine neue Translation initialisiert werden kann. Es scheint sogar so zu sein, dass dieser Faktor die Spaltung der kleinen und großen Untereinheit nach einer Translation unterstützt.[2]

## Eukaryotische Initiationsfaktoren
Eukaryotische Initiationsfaktoren gehören zu vielen verschiedenen Proteinfamilien und haben eine Vielzahl von Funktionen: die mRNA zu entwinden, ihre 5'-Cap-Struktur zu erkennen, ihre Bindung an das Ribosom zu regulieren, die Starter-tRNA zu binden und den Komplex zu verlassen, damit die Ribosom-60S-Untereinheit die Elongation durchführen kann.
Beim Menschen sind etwa 45 Gene bekannt, die für eukaryotische Initiationsfaktoren codieren. Die Proteine gehören zu den folgenden Komplexen und Familien:
| Komplex | Protein- familie                  | Gene (HGNC)                                                                                                   | Funktion |  |
| ------- | --------------------------------- | --- | --- |  |
|         | DEAD-Box-Helikasen, DEAH-Familie  | DHX29 | Bindet an 40S nahe dem mRNA-Eingang; Effizienz der Translation |  |
|         | eIF-1A                            | EIF1AX, EIF1AY                                                                                                | Hilft bei der Trennung der Ribosom-Untereinheiten, bindet Met-tRNA; Effizienz der Translation                                                                                               |  |
| eIF-2   | eIF-2α                            | EIF2S1 | Komplex mit GTP und Initiator-tRNA, später zusätzlich mit 40S, verbraucht GTP |  |
| eIF-2   | eIF-2β                            | EIF2S2, A6NK07, EIF5                                                                                          | Komplex mit GTP und Initiator-tRNA, später zusätzlich mit 40S, verbraucht GTP |  |
| eIF-2   | eIF-2G                            | EIF2S3, EIF2S3L                                                                                               | Komplex mit GTP und Initiator-tRNA, später zusätzlich mit 40S, verbraucht GTP |  |
| eIF-2B  | eIF-2B-α/β/δ                      | EIF2B1, EIF2B2, EIF2B4                                                                                        | Komplex katalysiert GTP-GDP-Austausch in eIF-2. Pathologie: Leukodystrophie |  |
| eIF-2B  | eIF-2B-γ/ε                        | EIF2B3, EIF2B5                                                                                                | Komplex katalysiert GTP-GDP-Austausch in eIF-2. Pathologie: Leukodystrophie |  |
|         | eIF-2A                            | EIF2A | Ermöglicht Initiation bestimmter spezieller mRNA |  |
|         | eIF-2D                            | EIF2D | Verschafft tRNA zur P-Site der 40S, ohne GTP zu benötigen. Außerdem Elongationsfaktor. |  |
| eIF-3   | div.                              | Modul A: EIF3A, EIF3B, EIF3G, EIF3I. Modul B: EIF3F, EIF3H, EIF3M. Modul C: EIF3C, EIF3D, EIF3E, EIF3L, EIF3K | Bindet an 40S, ermöglicht Bindung von eIF-1/2, stimuliert Initiator-tRNA-Bindung und 5'-Cap-Erkennung; erleichtert schlussendlich Auftrennung des Gesamtkomplexes, damit 60S andocken kann. |  |
| eIF-4F  | DEAD-Box-Helikasen, eIF4A-Familie | EIF4A1, EIF4A2                                                                                                | Erkennt Cap-Struktur, ermöglicht mRNA-Bindung an Ribosom, entwindet mRNA. |  |
| eIF-4F  | eIF-4E                            | EIF4E, EIF4E1B, EIF4E2, EIF4E3                                                                                | Erkennt Cap-Struktur, ermöglicht mRNA-Bindung an Ribosom, entwindet mRNA. |  |
| eIF-4F  | eIF-4G                            | EIF4G1, EIF4G2, EIF4G3                                                                                        | Erkennt Cap-Struktur, ermöglicht mRNA-Bindung an Ribosom, entwindet mRNA. |  |
|         | eIF-6                             | EIF6 | Bindet an 60S und verhindert deren Andocken an 40S |  |
|         | IF-2                              | MTIF2, EIF5B                                                                                                  | Initiationsfaktor in Mitochondrien; homolog zu prokaryotischen IF-2; erleichtert Bindung von Formylmethionin-tRNA                                                                           |  |
|         | IF-3                              | MTIF3 | Initiationsfaktor in Mitochondrien; homolog zu prokaryotischen IF-3; erleichtert Dissoziation der 55S-Ribosomen                                                                             |  |